# 幻の10年
「幻の10年」(Happenings Ten Years Time Ago)は、ヤードバーズが1966年に発表した楽曲。サイケデリック・ロックを代表する曲のひとつである。また、ジェフ・ベックとジミー・ペイジがツイン・リードをとった唯一のスタジオ録音曲である。

## 解説
1966年7月、『ロジャー・ジ・エンジニア』リリース直後、ヤードバーズ初期からのベーシスト、ポール・サミュエル＝スミスが脱退。かわってジミー・ペイジがベーシストとして加入するが、すぐにサイド・ギターのクリス・ドレヤがベーシストにコンバートされ、ベック-ペイジのツイン・リード体制において、初めて、そして唯一リリースされたシングルである。ただし本曲においては、クリス・ドレヤがサイド・ギターを担当し、すでにセッション・ベーシストとして有名であったジョン・ポール・ジョーンズがベースを担当した。そのため、このレコーディングがレッド・ツェッペリン結成の音楽的基点となったとされる。
当初、レルフとマッカーティによる、デジャ・ヴと輪廻をテーマにしたインド風のシンプルな曲という構想であったが、ベックとペイジのアイデアが加わる事で、よりエキサイティングな曲として完成した。ベックは後に、「特別な理由もなく、気まぐれで車の衝突音的な効果音を入れた」と語っている。また、ベックはギターソロ中に、コックニー訛りの、"Pop group, are ya? Got that long hair cut... Ha ha ha..." というモノローグをエフェクトをかけて挿入した。ベックの用いた爆撃音的なギターサウンドは、3年後のウッドストック・フェスティバルでのジミ・ヘンドリックスの合衆国国歌の演奏などにも受け継がれた。
1966年10月、ヤードバーズはローリング・ストーンズ、アイク&ティナ・ターナーと12日間のイギリスツアーを行い、本曲はベック-ペイジのツイン・リードで演奏された。しかし、続くアメリカツアー中に、ベックがバンドを脱退したため、それ以降のライブにおいては、ペイジがベックのパートも合わせて演奏した。
2003年、オリジナル・メンバーであるクリス・ドレヤとジム・マッカーティが再結成したヤードバーズのアルバム『バードランド』に新規収録され、スティーヴ・ルカサーがリードギターを客演している。

### 音源
「幻の10年」はシングルのみのリリースで、ベック-ペイジ体制が約5ヶ月という短命に終わった事もあり、正式なスタジオアルバムに収録される事はなく、翌1967年にアメリカでリリースされたベスト盤に収録されたのみであった。このベスト盤はヤードバーズのアメリカで最も売れたアルバムとなったが、その後16年間、シングルなどの再発もなく公式盤における収録は絶え、ヤードバーズの代表曲のひとつでありながら文字通り幻の曲となった。その後1983年に再発された『ロジャー・ジ・エンジニア』に、B面の「サイコ・デイジー」とともに追加収録され、1994年にCD化された同アルバムにも同様に収録されている。

### 時代背景
1960年代なかば、アメリカ西海岸より盛り上がりったサイケデリック文化は、音楽にも大きく浸透し、サイケデリック・ロックが台頭していった。サイケデリック・ロックは、これまでリズム・アンド・ブルースやビート・ミュージックを主にプレイしていたバンドなどにもジャンルを越えて影響を与えていった。アメリカ本国では、ザ・ビーチ・ボーイズが、『ペット・サウンズ』(1966)やヒット曲「グッド・ヴァイブレーション」をリリースし、イギリスでは、ビートルズの『リボルバー』(1966)、ローリング・ストーンズのシングル「黒くぬれ!」(1966)や『サタニック・マジェスティーズ』(1967)、ドノヴァンの『サンシャイン・スーパーマン』(1966)など、すでにメジャーであったミュージシャンもサイケデリック・ロックを取り入れていった。ブルース・ロック、あるいはブリティッシュビート系のバンドとして認知されていたヤードバーズも、この潮流に乗ることとなり、1966年7月、ブルース・ロックとサイケデリック・ロックで曲構成された『ロジャー・ジ・エンジニア』をリリースした。

### 評価
サイケデリック・ロック発祥の地ともいえるアメリカ西海岸のラジオ局においても、さかんにオンエアされた。英レコードコレクター誌発行の"100 Greatest Psychedelic Records"のイギリスチャートでは、『リボルバー』、『サンシャイン・スーパーマン』に次ぐ3位の評価を受けている。

## カヴァー
トッド・ラングレンが『誓いの明日』(1976)、ミック・マーズが、ジェフ・ベックのトリビュート盤『ジェフォロジィ-ジェフ・ベックに捧げる』(1996)でカヴァーしている。日本ではクリエイションが『ピュア・エレクトリック・ソウル』(1977)でカヴァーしている。

## パーソネル
"幻の10年"：
- キース・レルフ - リードボーカル, パーカッション
- ジェフ・ベック - リードギター
- ジミー・ペイジ - リードギター
- ジム・マッカーティー - ドラムス、バッキング・ボーカル
- ジョン・ポール・ジョーンズ - ベース

"サイコ・デイジー"：
- ジェフ・ベック - ヴォーカル, リードギター
- ジミー・ペイジ - ベース
- クリス・ドレヤ - リズムギター
- ジム・マッカーティー - ドラムス

"ザ・ナッズ・アー・ブルー"：
- ジェフ・ベック - リードヴォーカル, リードギター
- ポール・サミュエル＝スミス - ベース
- クリス・ドレヤ - リズムギター
- ジム・マッカーティー - ドラムス